# Соляной городок
Соляно́й городо́к — комплекс зданий в центре Санкт-Петербурга. Ограничен набережной реки Фонтанки, Соляным переулком, улицами Пестеля и Гангутской. Получил название по складам соли, расположенным в постройках на территории городка до середины XIX века.

## Использование
- С 1710-х годов — Партикулярная верфь. С тех времён сохранилось здание Пантелеимоновской церкви.
- С 1780-х годов — склады соли и вина (проект Ф. И. Волковa).
- 1870 — Всероссийская промышленная выставка (1870)

После выставки в зданиях был размещён крупнейший в России комплекс музеев, в том числе:
- Павильоны Русского технического общества
- Музей прикладных знаний (улица Пестеля/Пантелеймоновская, 2)
- Сельскохозяйственный музей (Гангутская улица, 1). Построен в 1876—1879 годах по проекту архитектора И. С. Китнера и инженеров О. Е. Креля и С. Б. Лукашевича.
- Кустарный музей (Соляной переулок, 9). Построен в 1901—1903 годах по проекту П. П. Трифанова.

В конце XIX века на месте восточного корпуса городка были построены:
- Центральное училище технического рисования барона А. Л. Штиглица (в советское время носившее название Высшее художественно-промышленное училище имени В. И. Мухиной, известное как «Мухинское училище»)(Соляной переулок, 13). Построено в 1878—1881 годах по проекту А. И. Кракау и Р. А. Гёдике.
- Музей декоративно-прикладного искусства училища Штиглица (Соляной переулок, 15). Построен в 1885—1896 годах по проекту М. Е. Месмахера, возглавившего Училище.

В 1946—1952 годах в зданиях Соляного городка располагался Музей обороны Ленинграда, воссозданный в 1989 году в здании бывшего Кустарного музея как Музей обороны и блокады Ленинграда. Он начинался как выставка, посвященная обороне и блокаде Ленинграда, ещё в годы Великой Отечественной войны и собрал уникальную коллекцию предметов города-фронта, но через несколько лет после войны был закрыт в рамках репрессий по так называемому Ленинградскому делу — уголовному политически мотивированному преследованию руководителей города времен войны, которые якобы приписали себе особые заслуги и обороне города особую роль. Музей был закрыт, а здание передано учреждению Министерства обороны СССР. В годы Перестройки жертвы политических репрессий из числа руководства города были реабилитированы, а музей получил право на воссоздание, но немало экспонатов было утрачено и большая часть здания осталась за военными, в результате чего музей получил лишь небольшие площади для выставок, хранения экспонатов и научной работы. Общественностью предпринимались шаги по убеждению властей увеличить площади музея. Из-за технических сложностей вывода военных из здания рассматривались возможности размещения музея в других местах города с постройкой для него современных зданий — поблизости от Пискарёвского мемориального кладбища, в комплексе с Московским парком Победы (также местом блокадных захоронений) и недалеко от Смольного. Для последней из упомянутых локаций был проверен архитектурный конкурс, но концепция нового места музея не была четко задана. Тем временем попытки освободить для составления музея на его историческом месте здание Соляного городка со стороны общественности продолжались, и в 2020 г. такая договоренность была достигнута, и помещения для музея выкупил Комитет имущественных отношений правительства города. В 2021 году в Соляном городке появится Центр изучения истории Ленинградской битвы и блокады Ленинграда — Институт истории обороны и блокады Ленинграда.

## Современное состояние
Архитектурный ансамбль давно находится в аварийном состоянии. В 2015 году Министерство культуры РФ выдало городским властям предписание остановить обветшание Соляного городка «внутри и снаружи», в особенности разрушение кариатид на фасадах, однако указание это было проигнорировано.